# Skoki (powiat de Wągrowiec)
Pour les articles homonymes, voir Skoki.
Skoki (allemand : Schokken) est une ville de Pologne, située dans la voïvodie de Grande-Pologne. Elle est le chef-lieu de la gmina de Skoki, dans le powiat de Wągrowiec.
Elle se situe à 18 kilomètres au sud de Wągrowiec (siège du powiat) et à 40 kilomètres au nord-est de Poznań (capitale régionale).

## Géographie
La ville est entourée d'une dizaine de lacs, certains dotés de base de loisirs. La Mała Wełna (pl), affluent de la Wełna, traverse la ville. 

## Histoire
La ville a été fondée en 1367. De 1793 à 1807 et de 1815 à 1919, Skoki fut sous domination prussienne dans l'arrondissement de Wongrowitz. Entre 1807 et 1815, la ville faisait partie du territoire du Grand-duché de Varsovie.

## Monuments
- l'église Saint Nicolas, construite en 1737 ;
- château de 1870, avec un parc de la deuxième moitié du XIXe siècle ;
- l'église Saint Pierre et Saint Paul, du style néogothique, construite dans les années 1855 - 1856.

## Voies de communication
La ville est traversée par la route voïvodale 196 (de) qui relie Poznań à Wągrowiec.
La ligne ferroviaire Wągrowiec-Poznań passe également par Skoki.